# General Agreement on Trade in Services
GATS eller General Agreement on Trade in Services är ett internationellt handelsavtal som förhandlades fram i Uruguayrundan och som fungerar som regelverket för handel med tjänster på en global nivå. Avtalet är motsvarigheten till GATT som istället reglerar handeln med varor. Tillsammans med GATT och TRIPS utgör dessa grunden för WTO:s arbete.